# Treyvaux
Treyvaux (frp. Trivô, hist. Treffels) – szwajcarska gmina (fr. commune; niem. Gemeinde) w kantonie Fryburg, w okręgu Sarine. Leży nad rzeką Sarine. 

## Demografia
W Treyvaux mieszka 1 466 osób. W 2020 roku 11,7% populacji gminy stanowiły osoby urodzone poza Szwajcarią.

## Transport
Przez teren gminy przebiega droga główna nr 180.